# Acid trance
El acid trance es un subestilo de la música trance que surgió a finales de 1980 y principios de 1990. Se centra en la utilización del sonido ácido. El sonido «ácido» se produce con una Roland TB-303 tocando una melodía secuenciada junto con la alteración de la frecuencia del instrumento de corte del filtro, la resonancia, la modulación de envolvente, y los controles de acento. Este ajuste de tono en tiempo real es el responsable del sonido característico. El trance ácido es la forma más conocida de la música trance de Bélgica.
Este fue exhibido por primera vez en la popular Antwerp Rave 24 en Bélgica, y ha creado cuatro sencillos números, uno nacional en el país desde entonces. El trance ácido puede ser considerado como un descendiente del acid house y new beat, ya que el género trance aún no se había inventado durante la llegada del acid house y new beat.
Los primeros volúmenes de recopilaciones de Trancemaster contienen algunos temas en el estilo del trance ácido, al igual que las pistas de trance clásico. La diferencia es que mientras que las pistas de trance ácido se centran más en los cambios de líneas de la TB-303, El trance clásico (por ejemplo, Dance 2 trance, Cosmic baby, Age of Love  y Jam & Spoon) tiene pistas más atmosféricas, utilizan líneas-synth más suaves, a menudo picaduras y otros elementos del Ambient. Por lo cual, la línea entre estos dos estilos es bastante borrosa, aunque hallan surgido casi al mismo tiempo. También se suele confundir el género con el psytrance, y el goa trance. Por esta razón no es raro ver a muchos de los artistas de la escena ácida aparecer en los álbumes de goa trance. Sin embargo, muchos de estos artistas no se consideraban parte de la escena psicodélica o goa aunque sus discos fueron hechos por sellos discográficos que se han publicado junto a artistas de goa.

## Artistas
- Art of Trance
- Laurent Garnier
- Hardfloor
- Josh Wink
- Beat Cairo
- The KLF
- Nostrum
- Union Jack
- Reaktor 51